# Aristocypha cuneata
Aristocypha cuneata – gatunek ważki z rodziny Chlorocyphidae. Występuje głównie w Himalajach; stwierdzono go w północnym Bangladeszu, południowo-zachodnich Chinach (Tybetański Region Autonomiczny), północno-wschodnich Indiach (stan Asam) oraz w Nepalu.